# Liedekerke
Liedekerke è un comune belga di 12 119 abitanti nelle Fiandre (Brabante Fiammingo).